# Transformers: Dark of the Moon, The Album
Transformers: Dark of the Moon, The Album é a trilha sonora oficial do filme de 2011 Transformers: Dark of the Moon. O primeiro single deste álbum foi a canção "Iridescent" da banda norte-americana Linkin Park. As bandas Paramore e Goo Goo Dolls também lançaram canções exclusivas para o filme, sendo "Monster" e "All That You Are" respectivamente.

## Faixas
| #  | Título                                                   | Bandas ou artistas  | Notas                                |
| -- | -------------------------------------------------------- | ------------------- | ------------------------------------ |
| 1  | "Iridescent"                                             | Linkin Park         | CD/Versão padrão do Amazon           |
| 2  | "Monster"                                                | Paramore            | CD/Versão padrão do Amazon           |
| 3  | "The Only Hope for Me Is You"                            | My Chemical Romance | CD/Versão padrão do Amazon           |
| 4  | "Faith (When I Let You Down)"                            | Taking Back Sunday  | CD/Versão padrão do Amazon           |
| 5  | "The Bottom"                                             | Staind              | CD/Versão padrão do Amazon           |
| 6  | "Get Thru This"                                          | Art of Dying        | CD/Versão padrão do Amazon           |
| 7  | "All That You Are"                                       | Goo Goo Dolls       | CD/Versão padrão do Amazon           |
| 8  | "Head Above Water"                                       | Theory of a Deadman | CD/Versão padrão do Amazon           |
| 9  | "Set the World on Fire"                                  | Black Veil Brides   | CD/Versão padrão do Amazon           |
| 10 | "Awake and Alive (Rock Radio Mix)"                       | Skillet             | CD/Versão padrão do Amazon           |
| 11 | "Just Got Paid"                                          | Mastodon            | CD/Versão padrão do Amazon           |
| 12 | "Many of Horror"                                         | Biffy Clyro         | Exclusivo da versão deluxe do iTunes |
| 13 | "The Pessimist"                                          | Stone Sour          | Exclusivo da versão deluxe do iTunes |
| 14 | "Goodbye - Gate 21 (Rock Remix) (featuring Tom Morello)" | Serj Tankian        | Exclusivo da versão deluxe do iTunes |
| 15 | "Lifelong Dayshift"                                      | Middle Class Rut    | Exclusivo da GameStop                |
| 16 | "Graveyard Dancing"                                      | D.R.U.G.S.          | Exclusivo da GameStop                |

## Paradas Musicais
| Paradas (2011) | Melhor Posição |
| -------------- | -------------- |
| Billboard 200  | 81             |